# Джулія Сміт
Джулія Сміт  (англ. Julia Smit, 14 грудня 1987) — американська плавчиня, олімпійка.

## Виступи на Олімпіадах
| Олімпіада  | Дисципліна                      | Місце                 |
| ---------- | ------------------------------- | --------------------- |
| Пекін 2008 | естафета 4 × 100 вільним стилем | 2 (попередні запливи) |
| Пекін 2008 | естафета 4 × 200 вільним стилем | 3 (попередні запливи) |